# Sierck-les-Bains
Sierck-les-Bains (deutsch Bad Sierck, lothringisch Siirk) ist eine französische Kleinstadt mit 1.769 Einwohnern (Stand 1. Januar 2022) im Département Moselle in der Region Grand Est (bis 2015 Lothringen). Die Einwohner nennen sich auf Französisch Sierckois. Spitzname: „Di Siirker Ieseln“ (übersetzt: „Die Siercker Esel“).

## Geographie
Die Stadt liegt nahe dem Dreiländereck Frankreich – Luxemburg – Deutschland am rechten Ufer der Mosel. Der nächste Ort in Luxemburg ist Schengen, die nächstgelegene deutsche Gemeinde ist Perl.
In Sierck mündet der Ruisseau de Montenach in die Mosel. Jenseits der Mosel liegt der mit Weingärten überzogene Stromberg innerhalb der Moselschleife, an deren Außenseite Sierck liegt.
Umgeben wird Sierck-les-Bains von den Nachbargemeinden Schengen im Norden, Apach im Nordosten, Rustroff im Osten, Montenach im Südosten, Kerling-lès-Sierck im Süden, Rettel im Südwesten und im Westen sowie Contz-les-Bains im Nordwesten.

## Etymologie
Beispiele älterer Ortsbezeichnungen sind Sericum, Sirke Castellum (1036), Circum Castrum (1067), Sierkeis (1155) und Sirkes (1208). Es wird vermutet, dass der heutige Ortsname mit den lateinischen Wörtern circum oder circulus in Zusammenhang steht und auf die Ortslage an einer Mosel-Schleife zurückzuführen ist.

## Geschichte

Sierck 1631

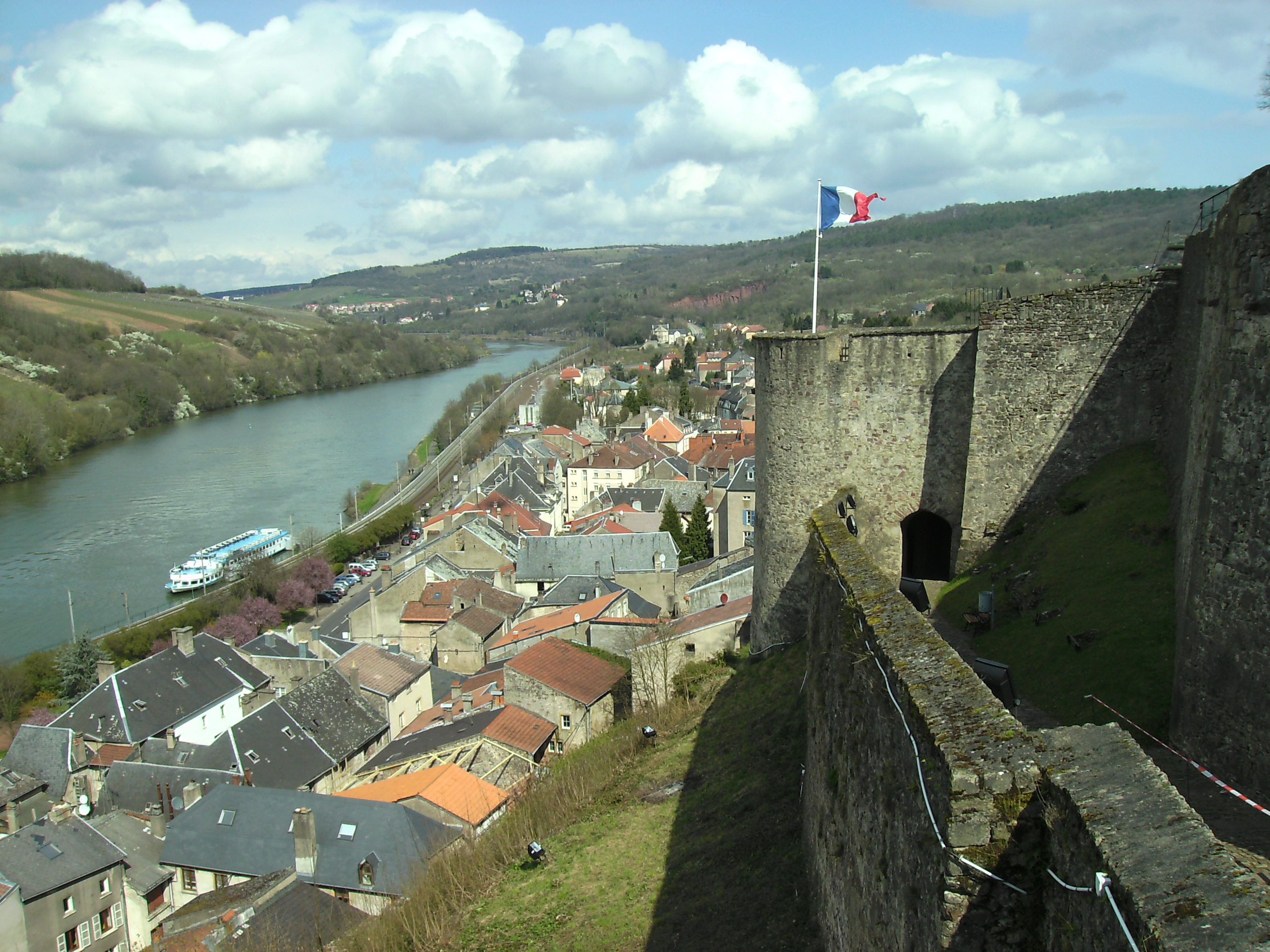
Blick von der Burg auf die Altstadt an der Mosel

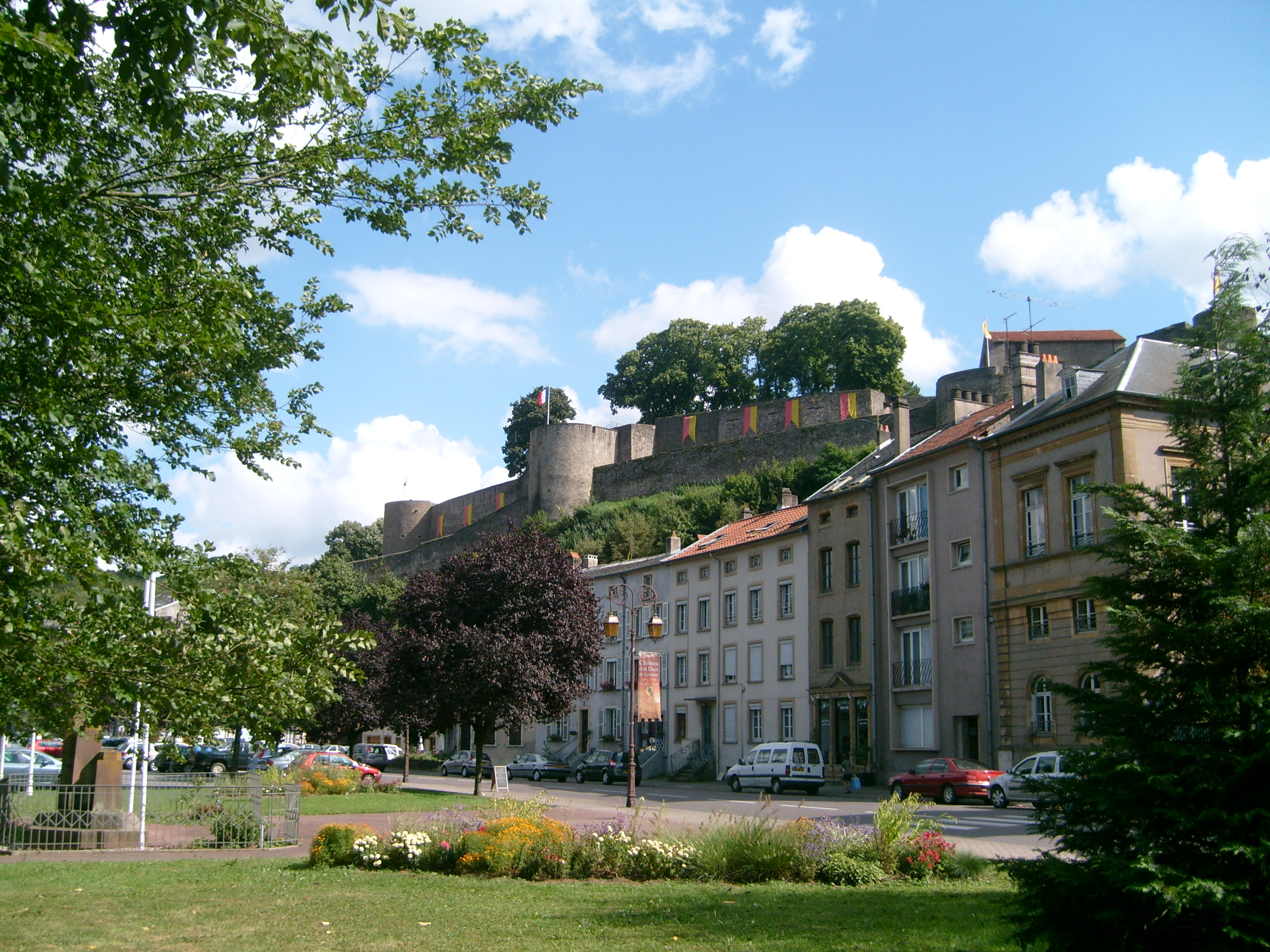
Das Stadtzentrum von Sierck mit der Burgruine darüber

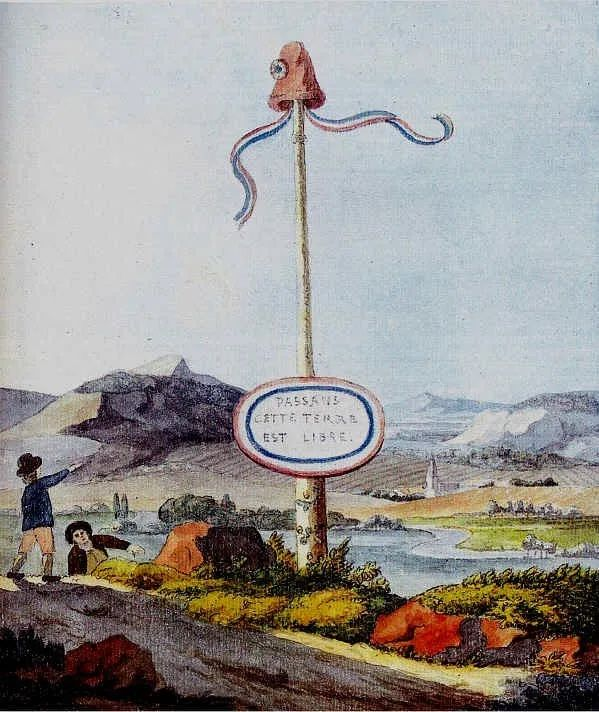
Freiheitsbaum, Aquarell von J. W. v. Goethe

Die Anfänge der Ortschaft, die um 960 von Trier abhängig war, reichen bis in das Zeitalter der Karolinger zurück. Der Ort entstand um eine Burganlage, die wohl im 10. oder 11. Jahrhundert in talbeherrschender Lage errichtet wurde. Es wird angenommen, dass es an der Stelle der späteren Burg früher ein gallo-römisches Kastell gab, obwohl römische Funde in Sierck und Umgebung selten waren.
Sierck, zuvor unter der Herrschaft der Bischöfe von Trier, gelangte in den Besitz der Herzöge von Lothringen. Das Schloss Sirck (Sirick, Sierck) wurde am 3. September 1643 unter Herzog Enghien von Frankreich belagert und eingenommen. 1661 wurde Sierck beim Vertrag von Vincennes der französischen Krone angegliedert. Kriegsminister Louvois (unter Louis XIV.) ließ die Wohngebäude 1673 zerstören. Das entstandene Plateau nutzten die Franzosen danach militärisch. Im 17. Jahrhundert baute Vauban Sirck zur Festung mit Vorwerken aus.
Die Ursprünge der Familie von Sierck liegen im Dunkeln. Sie tauchte im 10. Jahrhundert auf und erlosch gegen 1530. Unter ihrer Herrschaft blühte Sierck auf. Zwei bekannte Vertreter der Familie sind Johann von Sierck († 1305), Bischof von Utrecht und Toul, und Jakob I. von Sierck (1400–1456), Erzbischof von Trier und Gründer der dortigen Universität. Der Vater von Jakob, Arnold VI. von Sierck (1366–1455), verheiratet mit Elisabeth aus dem Geschlecht der Beyer von Boppard, erbaute unter anderem die Burg Meinsberg, heute bekannt als Burg Malbrouck, lange Zeit Hauptsitz der Familie von Sierck.
Bis zum Dreißigjährigen Krieg hielt der Aufschwung an. Danach verloren die Stadtbefestigungen und die Burg ihre strategische Bedeutung. Durch die Bestimmungen im Friede von Vincennes kam Sierck „mit seinen dreißig Dörfern“ 1661 zu Frankreich. 1785 wurde das Moselufer befestigt und die Stadtmauern abgerissen – die Stadt konnte sich ausdehnen.
Ab 1790 war Sierck Hauptort des Kantons Sierck-les-Bains. Von 1802 bis 1806 gehörte der Ort zum Kanton Launstroff. Nach dem Frieden von Frankfurt vom 10. Mai 1871 kam Sierck zum Bezirk Lothringen des deutschen Reichslandes Elsaß-Lothringen. Der Versailler Vertrag bestimmte 1919 die Abtretung des Orts an Frankreich. 1944 wurde Sierck bei Bombenangriffen schwer beschädigt. Der seit dem 23. Juli 1936 gültige Ortsname Sierck-les-Bains, geht auf das Thermalbad zurück, das sich im 19. Jahrhundert an der Stelle des heutigen Bahnhofs befand.
Eingemeindet waren von 1811 bis 1820 die Nachbarorte Montenach und von 1811 bis 1880 Rustroff.
Sierck war der erste Ort, der 1792 bei der Kampagne der Verbündeten gegen das revolutionäre Frankreich durch die Vorhut eingenommen worden war. Goethe schenkte Friedrich Heinrich Jacobi bei seinem Besuch auf Gut Pempelfort ein Aquarell des Freiheitsbaumes, der vermutlich an der Grenze von Sierck (mit Blick auf den Stromberg im Hintergrund) gestanden hatte. (Das Aquarell zierte 200 Jahre später den Umschlag des betreffenden Ausstellungskatalogs.) Die Kanone der Burg Sierck, die 100 Jahre zuvor Schweizern abgenommen worden war, kam sogleich „nebst vielen Flinten“ als Kriegsbeute nach Trier.

### Demographie
| Jahr | Einwohner | Anmerkungen |
| ---- | --------- | --- |
| 1793 | 1160      | [ 7 ] |
| 1821 | 2268      | [ 7 ] |
| 1841 | 2189      | [ 7 ] |
| 1861 | 2273      | [ 8 ] |
| 1866 | 2390      | [ 9 ] [ 7 ] |
| 1871 | 2060      | auf einer Fläche von 743 ha, in 404 Gebäuden mit 481 Familien, darunter 23 Evangelische und 96 Juden; nach anderen Angaben darunter 90 Juden |
| 1872 | 2061      | am 1. Dezember, in 404 Häusern; |
| 1880 | 1253      | am 1. Dezember, auf einer Fläche von 479 ha, in 268 Wohnhäusern, davon 1121 Katholiken, 42 Protestanten und 85 Juden                         |
| 1885 | 1179      | [ 14 ] |
| 1890 | 1276      | in 260 Häusern mit 341 Haushaltungen, davon 1171 Katholiken, 45 Protestanten und 60 Juden                                                    |
| 1905 | 1329      | [ 15 ] |
| 1910 | 1338      | auf einer Fläche von 428 ha |

| Jahr      | 1962 | 1968 | 1975 | 1982 | 1990 | 1999 | 2007 | 2019 |
| --------- | ---- | ---- | ---- | ---- | ---- | ---- | ---- | ---- |
| Einwohner | 1165 | 1471 | 1583 | 1665 | 1825 | 1872 | 1710 | 1776 |

## Kultur und Sehenswürdigkeiten
- Die Burg Sierck über dem Ort mit Türmen und Bastionen des 16. und 17. Jahrhunderts ist als eindrucksvolle Ruine erhalten, von der mittelalterlichen Oberburg sind nur noch wenige Reste zu sehen.
- Von der mittelalterlichen Stadtbefestigung (siehe Uhrturm) sind nur noch Reste erhalten.
- Im Ortskern finden sich mehrere Häuser der Spätgotik und Renaissance (siehe Haus Berweiler).
- Das Schlösschen La Vénérie stammt aus dem 18. Jahrhundert.
- Die ehemalige Zisterzienserinnenabtei Marienfloss wurde 1238 gegründet, 1415–31 war sie Kartäuserkloster, dann Kollegialstift; 1792 wurde sie zerstört, die Ruine 1963 restauriert.
- Die Burg Malbrouck ist etwa acht Kilometer entfernt.
- Jährlich Ende August findet an einem Wochenende das „Schlossfest“ statt. Neben kulinarischen Angeboten gibt es Theater, Ritterspiele und andere Kulturprojekte.

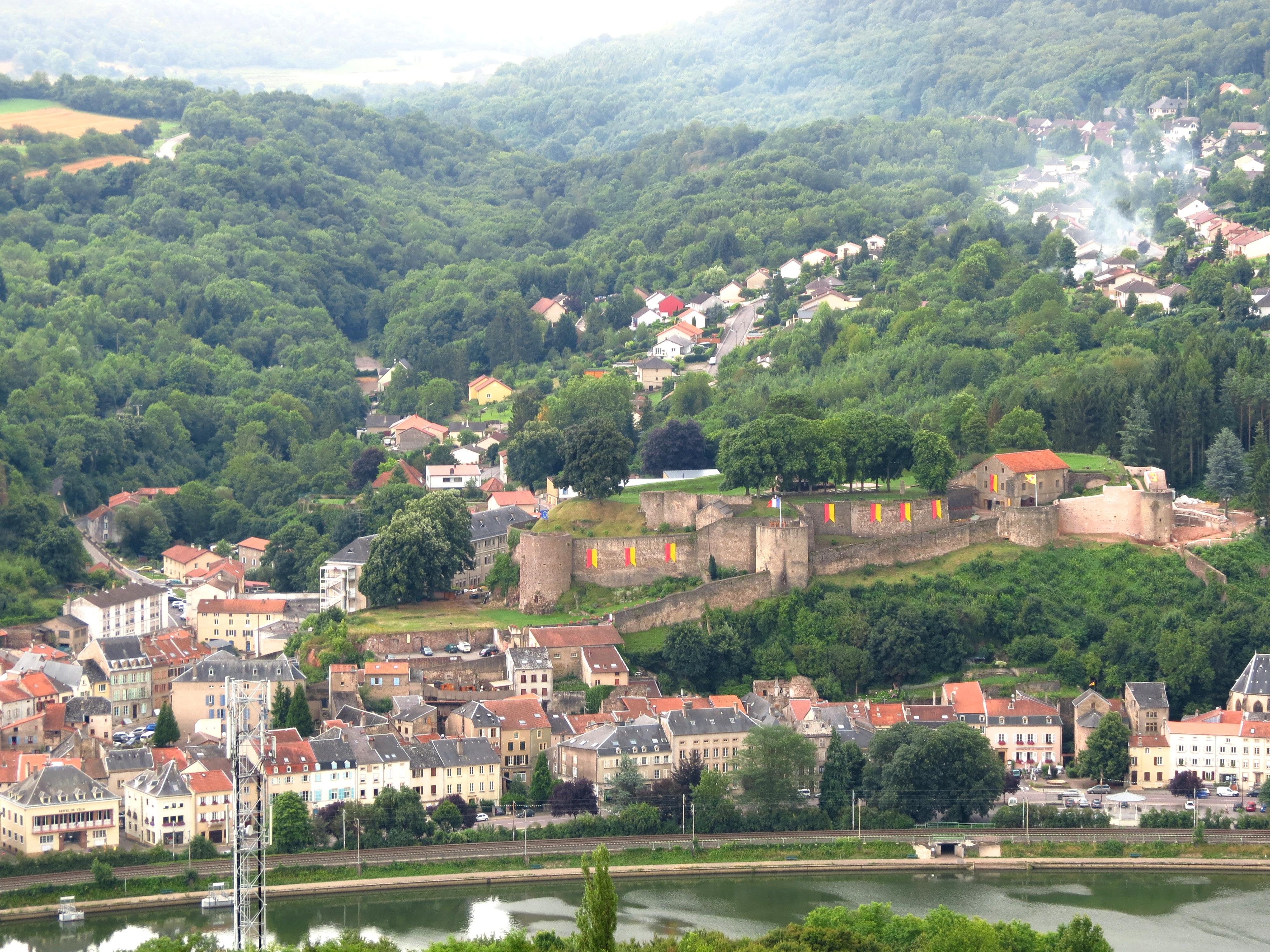
Sierck les Bains vom Stromberg aus gesehen
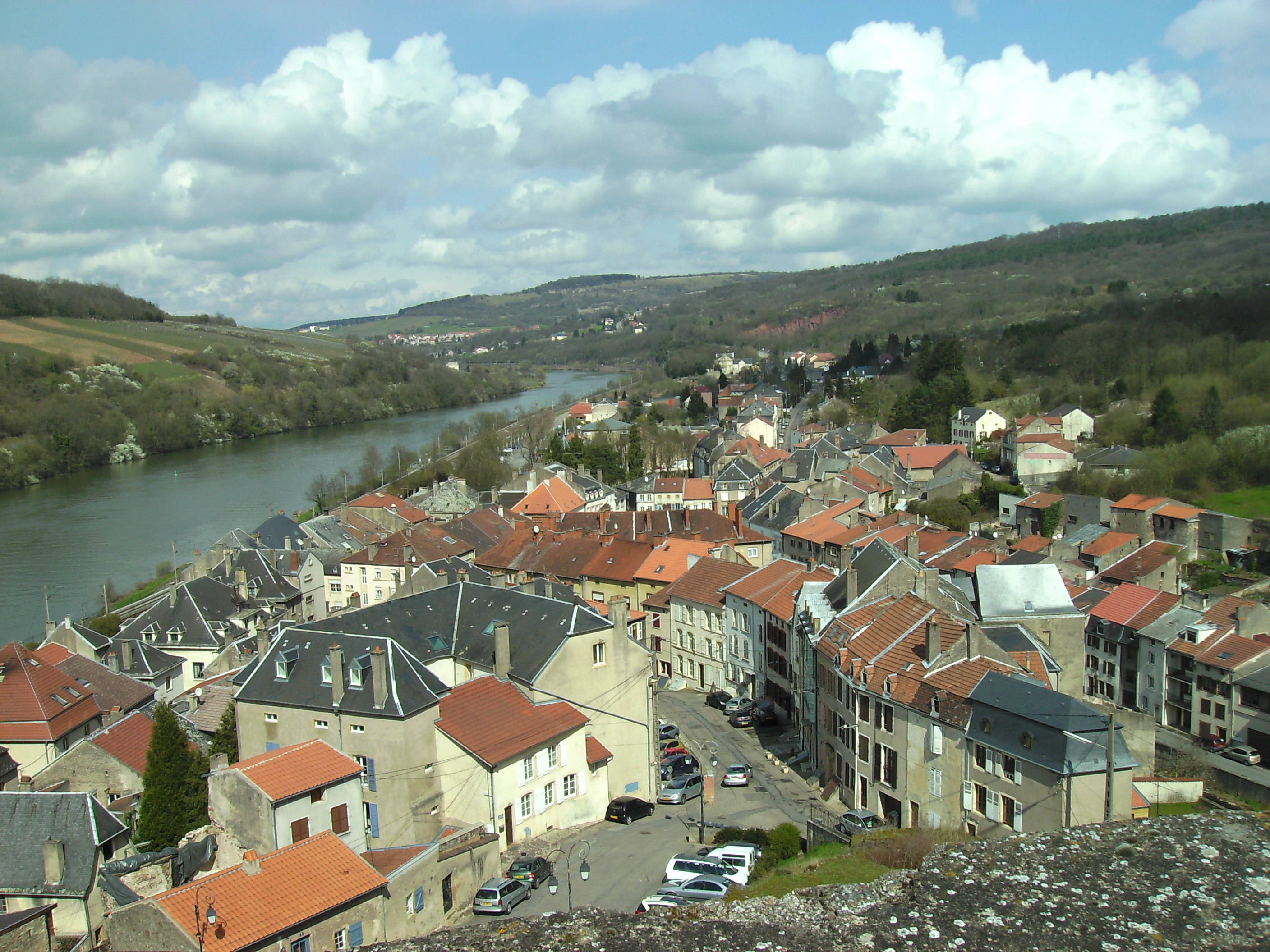
Alter Stadtkern
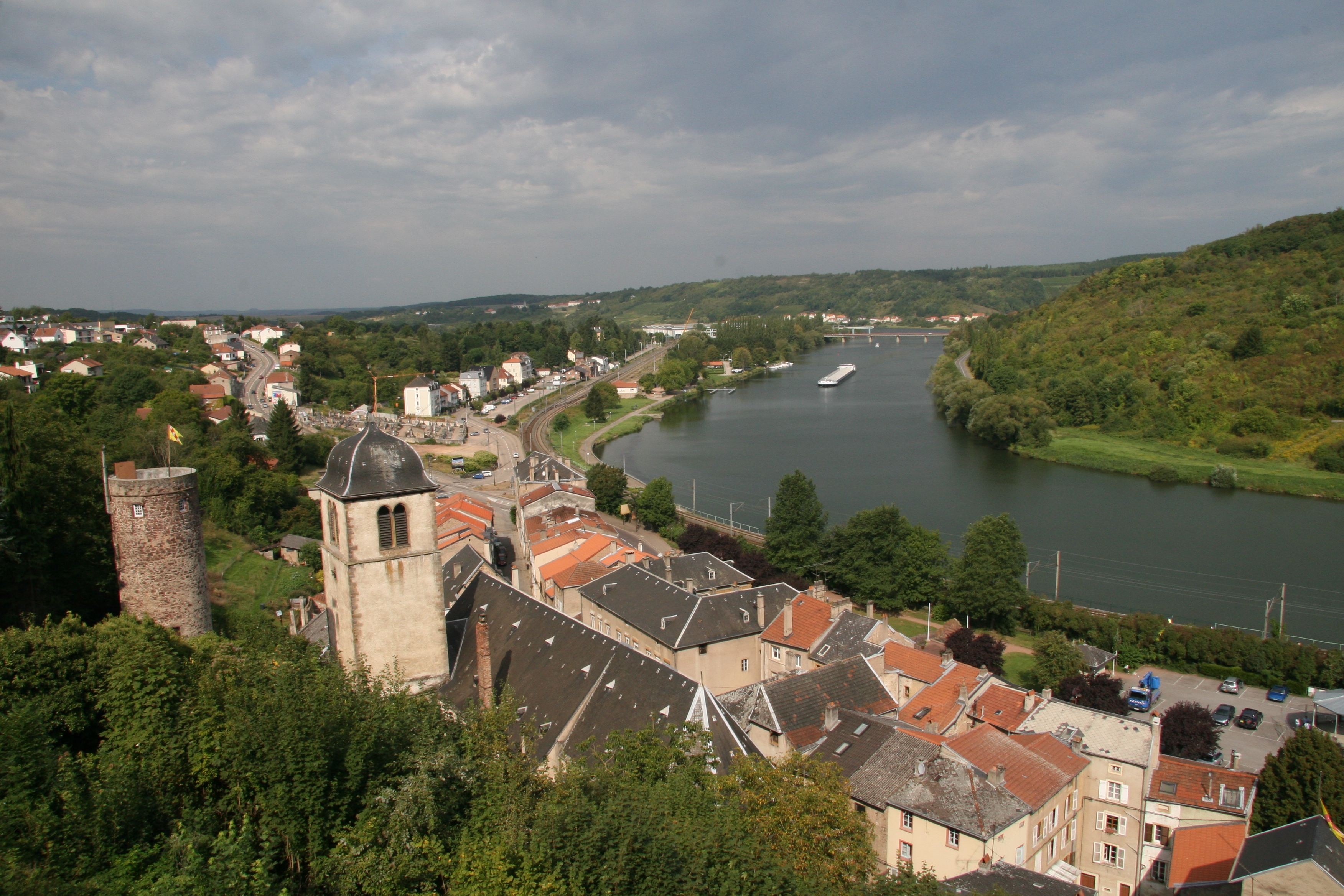
Westlicher Stadtteil mit Kirche Notre-Dame
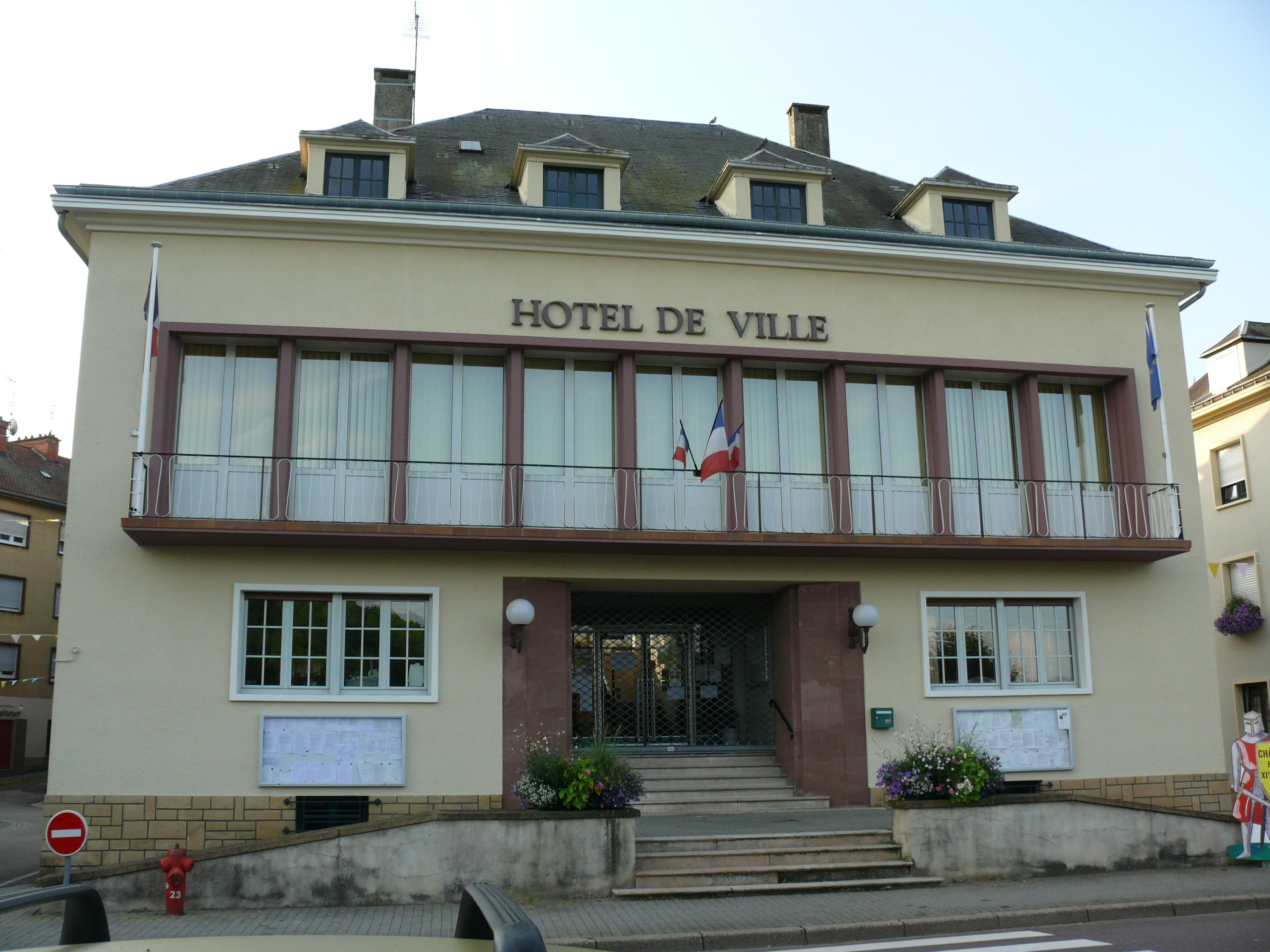
Rathaus (Hôtel de ville)
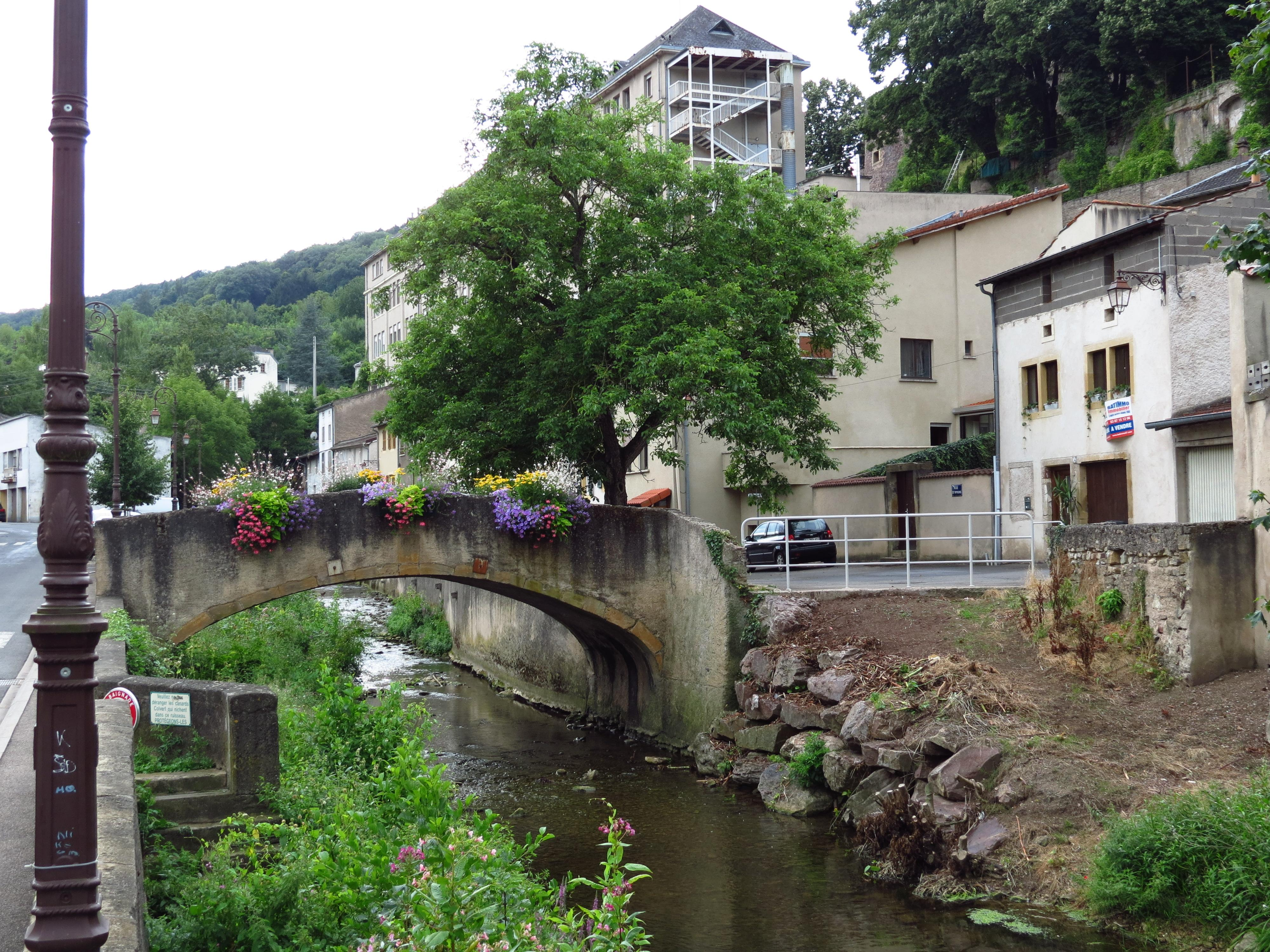
Brücke über den Montenachbach

## Sprache
Neben der Amtssprache Französisch wurden historisch auch die Lothringische Mundarten in Sierck-les-Bains gesprochen, jedoch ist die Zahl der Sprecher in den letzten Jahren stark zurückgegangen. Sierck-les-Bains hat einige Maßnahmen ergriffen, um die Sprache zu erhalten, unter anderem wurden einige Straßenschilder zusätzlich zum Französischen auch auf Lothringisch angebracht. Dazu gehören der Name des Dorfes „Siirk“ und eine Reihe von Straßennamen im historischen Zentrum von Sierck.

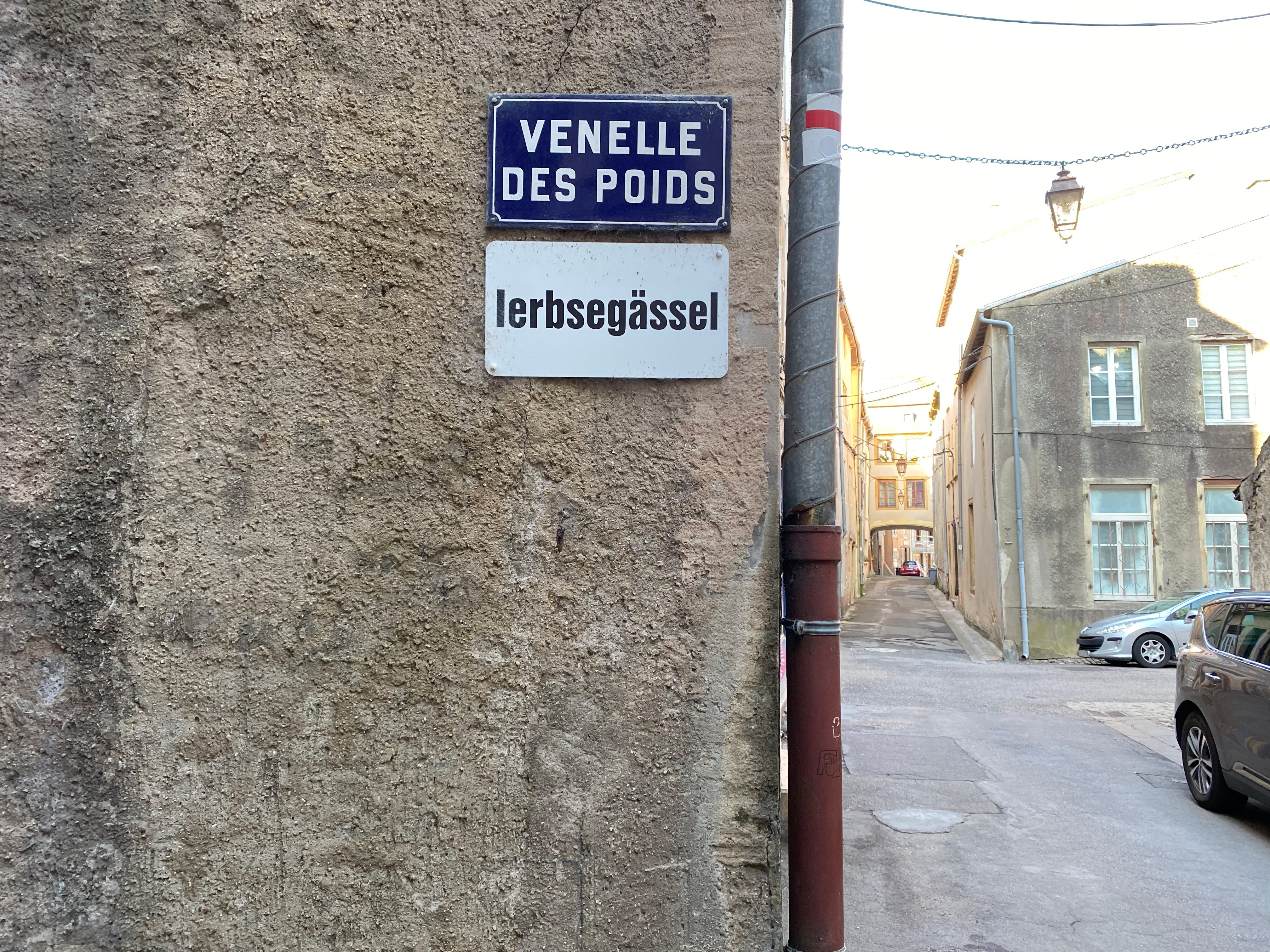
Zweisprachiges Straßenschild in Sierck-les-Bains, oben der französische Name und unten der Name im lothringischen Mundart

## Wirtschaft
In Sierck wird Wein der AOC Moselle angebaut.

## Städtepartnerschaft
Sierck unterhält eine Partnerschaft mit der Stadt Waldenburg in Baden-Württemberg.

## Persönlichkeiten
- Louis Billot (1846–1931), Ordenspriester und Theologe
- Nicolas Charton (1859–1923), Gutsbesitzer, Bürgermeister und Mitglied des Deutschen Reichstags.